# Пчелар (филм из 2024)
Пчелар (енгл. The Beekeeper) амерички је акциони филм из 2024. године у режији Дејвида Ајера. Сценарио потписује Курт Вимер, док су продуценти филма Били Блок, Џејсон Стејтам, Ајер, Крис Лонг и Вимер. Филмску музику су компоновали Дејвид Сарди и Џаред Мајкл Фрај.
Насловну улогу тумачи Стејтам као пчелар Адам Клеј, док су у осталим улогама Еми Равер Лампман, Џош Хачерсон, Боби Надери, Филисија Рашад и Џереми Ајронс. Дистрибуиран од стране Metro-Goldwyn-Mayerа, светска премијера филма је била одржана 12. јануара 2024. у Сједињеним Државама.
Зарада од филма је износила 152,7 милиона долара.

## Радња
Учитељица у пензији Елојз Паркер живи сама у Масачусетсу, али има подстанара у свом амбару, Адама Клеја, који живи повученим животом као пчелар. Једног дана Елојз наседне на фишинг превару и опљачкано јој је преко два милиона долара са банковног рачуна, од чега већи део припада добротворној организацији којом она управља. Скрхана, она изврши самоубиство. Клеј затекне њено тело и одмах је ухапшен од стране агенткиње ФБИ-ја Вероне Паркер, Елојзине ћерке. Након што је Елојзина смрт званично проглашена за самоубиство, Клеј је ослобођен. Верона му саопшти да је група која је опљачкала Елојз већ дуже време на радару ФБИ-ја, али да их је тешко пратити. Желећи правду за Елојз, Клеј контактира Пчеларе, тајанствену групу, да би пронашао одговорне за превару.
Клеју је дотурена адреса превараната: кол-центар Јунајтед Дата Група, којим управља Мики Гарнет. Клеј се појави испред зграде са два канистера бензина, савлада обезбеђење испред зграде, нареди портирки да евакуише све остале фирме из зграде, а затим полије бензином и запали просторију кол-центра, претходно растеравши запослене. Гарнет о овоме обавести свог шефа, технолошког руководиоца Дерека Данфорта, који пошаље Гарнета да убије Клеја. Избије насилни обрачун, ком приликом Клеј побије Гарнетове људе и одсече Гарнетове прсте. Гарнет назове Данфорта док је заустављен на мосту, обавестивши га да је Клеј Пчелар. Након што је пратио Гарнета, Клеј га камионетом одвуче с моста у смрт и упозори Данфорта да долази по њега.
Данфорт обавести бившег директора ЦИА-е Воласа Вествилда, који тренутно руководи обезбеђењем Данфортове компаније на захтев Дерекове мајке Џесике, председнице САД, у вези са Клејом. Забринут, Волас контактира Џенет Харворд, актуелну директорку ЦИА-е, у нади да ће зауставити Клеја. Харворд контактира Пчеларе и сазна да се Клеј повукао из те организације. Пчелари накнадно прогласе неутралност након што Клеј убије актуелну Пчеларку, Анисет Ландрес, која је послата да га убије. У међувремену Верона и њен партнер, Мет Вајли, предвиде да ће Клеј напасти зграду Најн Стар Јунајтеда, компаније која надгледа све Дерекове глобалне кол-центре за преваре. Након што обавесте заменика директора ФБИ-ја Џексона Прига да је Клеј Пчелар, они добију сву тражену подршку.
Волас координира групу бивших војних специјалаца, откривши им да су Пчелари високо обучена и опасна тајна организација, чији је задатак да штити Сједињене Државе, а која делује изнад и мимо владиних надлежности. Да би имао шансе да заустави Клеја, Волас нареди групи да обезбеђује унутрашњост зграде, док ФБИ постави сопствени тим специјалаца око периметра зграде. Данфортова одлука да не евакуише запослене омогући Клеју да брзо порази ФБИ-јев тим специјалаца и инфилтрира се у зграду. Након што побије целу Воласову групу бивших војних специјалаца, Клеј прионе на саслушавање менаџера, који открије да му је Данфорт шеф.
Верона обавести Прига да Данфорт води обе компаније, чије услуге користи неколико владиних агенција. Верона такође нагласи да ће Клеј не само покушати да убије Дерека, већ да би могао да убије и Џесику, председницу Сједињених Држава, због њене повезаности са преваром. Када Клеј избегне хапшење, Волас саветује Дереку да остане са својом мајком под заштитом тајних служби.
У председничиној вили на плажи Волас унајми групу плаћеника, од којих је један претходно имао сусрет са једним Пчеларом и изгубио једну ногу. Клеј се инфилтрира у вилу, док Џесика сазна истину од Прига о Дерековој злоупотреби једног програма ЦИА-е током њене председничке кампање. Џесика одлучи да, када Клеј приступи, саопшти њему и јавности истину о Дерековој употреби програма. Разгневљен, Дерек убије Прига и узме своју мајку за таоца. Клеј успешно напредује ка председничиној канцеларији, успут побивши плаћенике. Волас разговара са Клејом да би га убедио да одустане у последњем тренутку, али у томе не успева. Клеј се коначно домогне председничине канцеларије, а брзо му се придруже Верона, Мет и остатак агената ФБИ-ја.
Верона покуша да одврати Клеја од убиства Џесике и Дерека. Дерек покуша да убије своју мајку, али га Клеј у томе спречи убивши га првог, да би затим побегао кроз оближњи прозор на плажу. Упркос томе што га Верона има на нишану, она одлучи да не упуца Клеја. Он побегне уз помоћ подводне опреме коју је сакрио на плажи.

## Улоге
| Глумац            | Улога               |
| ----------------- | ------------------- |
| Џејсон Стејтам    | Адам Клеј           |
| Еми Равер Лампман | агент Верона Паркер |
| Џош Хачерсон      | Дерек Данфорт       |
| Боби Надери       | агент Мет Вајли     |
| Филисија Рашад    | Елојз Паркер        |
| Џереми Ајронс     | Волас Вествилд      |